# (31796) 1999 LS15
1999 LS15 (asteroide 31796) é um asteroide da cintura principal. Possui uma excentricidade de 0.07242570 e uma inclinação de 22.45895º.
Este asteroide foi descoberto no dia 12 de junho de 1999 por LINEAR em Socorro.